# Candida
Candida ist ein weiblicher Vorname. Die männliche Variante ist Candid, dessen lateinische Form ist Candidus.

## Herkunft und Bedeutung
Candida kommt aus dem Lateinischen und bedeutet „weiß glänzend“.

## Namensträgerinnen
- Candida die Ältere († 78), Heilige
- Cándida María de Jesús, Ordensname von Juana Josefa Cipitria y Barriola (1845–1912), Gründerin der Kongregation der Hijas de Jesus (Jesuitinas)
- Candida Höfer (* 1944), deutsche Fotografin
- Candida Doyle (* 1962), britische Musikerin

## Bezeichnungen
- Candida, Gattung der Pilze
- Candida, eine Schriftart von Jakob Erbar